# Rialma
Rialma é um município brasileiro do estado de Goiás. Situado na região do Vale do São Patrício, sua população conforme IBGE - Censo 2022 era de 12.165 habitantes. A cidade fica localizada às margens da rodovia BR-153, formando uma conurbação com o município vizinho de Ceres.

## Política
Em 2013, o prefeito Janduhy Diniz Vieira Filho (PSDB) foi preso durante o exercício do mandato, na Operação Tarja Preta, acusado de pertencer a uma quadrilha que superfaturava a compra de remédios do município. Em outubro de 2015 o prefeito Janduhy foi denunciado pelo MPE pela prática dos crimes de corrupção passiva e dispensa irregular de licitação. Além dele foi denunciada a secretária de Saúde do município, Marília Modesto Carneiro Rosa, e a servidora municipal Lindelvânia Cândida de Oliveira Guarani.

## Economia
A economia é baseada em micro-empresas e na agricultura familiar.

## Fatos relevantes
Em 7 de novembro de 2012, um morador de Rialma venceu sozinho o prêmio principal no concurso 1440 da Megasena, ganhando o valor de R$ 24.405.605,10. Este valor é equivalente a 23% do PIB do município.